# Misztowcie
Misztowcie (lit. Mištautai) – wieś na Litwie, w okręgu uciańskim, w rejonie jezioroskim, w starostwie Turmont.

## Historia
W dwudziestoleciu międzywojennym ówczesny majątek leżał w Polsce, w województwie nowogródzkim (od 1926 w województwie wileńskim), w powiecie brasławskim, w gminie Dryświaty a następnie w gminie Smołwy.
Według Powszechnego Spisu Ludności z 1921 roku zamieszkiwało tu 18 osób, wszystkie były wyznania rzymskokatolickiego i zadeklarowały polską przynależność narodową. Były tu 2 budynki mieszkalne. W 1931 zamieszkiwało tu 35 osób w 3 budynkach.
Miejscowość należała do parafii rzymskokatolickiej w Turmoncie. Podlegała pod Sąd Grodzki w Tylży  i Okręgowy w Wilnie; właściwy urząd pocztowy mieścił się w m. Turmoncie.